# Le Retour (film, 1948)
Pour les articles homonymes, voir Le Retour.
Pour plus de détails, voir Fiche technique et Distribution.
Le Retour (titre original : Homecoming) est un film américain réalisé par Mervyn LeRoy, sorti en 1948.

## Synopsis
Sur un bateau qui le ramène d'Europe à New-York, le Docteur Ulysses Lee Johnson (C. Gable) se souvient : chirurgien ambitieux, il formait avec sa femme Penny (Anne Baxter)un couple heureux, mondain mais égoïste, ne souhaitant pas qu'un enfant vienne troubler leur tranquillité. Un ami d'université, médecin des quartiers pauvres frappés de malaria, avait fait remarquer à Lee son inutilité et sa vanité. Cependant à la fin de la guerre en 1942, Lee s'engage comme médecin dans les troupes qui vont débarquer en Afrique du Nord puis en Italie. Sur le bateau, Lee se querelle avec une jeune femme, infirmière, veuve de guerre, mère d'un petit garçon de 6 ans, Jane (Lana Turner). 
Lors de la bataille d'Anzio (1943), Jane continue à assister Lee pendant qu'il opère les blessés alors que la bataille fait rage et que l'hôpital de campagne est bombardé. Au contact du danger, de la guerre, de ces hommes qui se battent et meurent pour une cause, de cette jeune femme intrépide surnommée "Vif Argent", Lee change sa vision du monde. Cela transparaît dans les lettres qu'il envoie à Penny, celle-ci craint qu'il ne soit amoureux de Jane et ne veuille plus de la vie qu'il menait. Lee et Jane s'avouent leur amour impossible, ils se retrouvent lors de l'avancée dans les Ardennes, lors de permissions à Paris, lors de la dernière contre-attaque allemande (1945) où ils passent une nuit dans une ferme en ruine au milieu des bombardements. Le bateau arrive à New-York, Lee est sombre, il a été blessé à la jambe, Penny l'attend anxieusement. 
Ce n'est que le lendemain de son retour que Lee raconte tout ce qu'il a vécu à sa femme et lui parle de Vif Argent, mortellement blessée à Liège. Lee demande à Penny d'être patiente car il n'est plus le même homme, le couple s'étreint.Ce n'est sans doute pas un hasard si Lee s'appelle aussi Ulysse et si Penny est le diminutif de Pénélope.

## Fiche technique
- Titre original : Homecoming
- Titre français : Le Retour (titre tv)
- Réalisation : Mervyn LeRoy
- Scénario et adaptation : Paul Osborn et Jan Lustig d’après une histoire de Sidney Kingsley
- Direction artistique : Randall Duell et Cedric Gibbons
- Décorateur de plateau : Henry Grace et Edwin B. Willis
- Costumes : Helen Rose, Walter Plunkett et Valles
- Maquillage : Jack Dawn
- Photographie : Harold Rosson
- Montage : John D. Dunning
- Musique : Bronislau Kaper
- Production :
  - Producteur : Sidney Franklin
  - Producteur associée : Gottfried Reinhardt
- Société de production et de distribution : MGM
- Pays d’origine :  États-Unis
- Année : 1948
- Langue originale : anglais
- Format : noir et blanc – 35 mm – 1,37:1 – mono (Western Electric Sound System)
- Genre : Drame de guerre
- Durée : 113 minutes
- Date de sortie :
  -  États-Unis : mai 1948
  -  France : 1948

## Distribution
- Clark Gable : Colonel Ulysses Delby Johnson
- Lana Turner : Lt. Jane « Snapshot » McCall
- Anne Baxter : Penny Johnson
- John Hodiak : Dr Robert Sunday
- Ray Collins : Lieutenant-Colonel Avery Silver
- Gladys Cooper : Mme Kirby
- Cameron Mitchell : 'Monk' Monkevickz
- Marshall Thompson : Sgt. McKeen
- Lurene Tuttle : Miss Stoker
- Jessica Grayson : Sarah
- J. Louis Johnson : Sol
- Eloise Hardt : La nurse Eloise